# Асса (фільм)
«АССА» (рос. «АССА») — радянсько-російський художній фільм, режисера Сергія Соловйова, один із символів епохи «Перебудови». У фільмі прозвучало багато творів російського радянського року. Фільм став культовим в умовах «Перебудови» головним чином завдяки тому, що це був один із фільмів, які вивели російську рок-музику з андеграунду в мейнстрім. За задумом режисера голосом фільму стали деякі найбільш прогресивні музичні гурти того часу: Бориса Гребенщикова та «Акваріум», Жанни Агузарової та «Браво», «Кино». Зйомки фільму розпочалися у 1986 році. В листопаді 1987 року фільм вийшов в прокат. 17 млн 800 тис. людей переглянуло «АССА» за час прокату по країні. Пісня Віктора Цоя «Перемен!», якою завершується фільм, стала символом «перебудови», втіленням суспільних настроїв кінця 1980-х років.
Хоча причинно-наслідкові зв'язки відсутні, совєтологія використовує випуск фільму як орієнтир того, коли Перебудова досягла масової культури і, відповідно, увійшла до своєї розквітної фази. Це можна пояснити тим, що фільм був першим санкціонованим фільмом, в якому виступала група «Кіно».
На початку 1980-х рок-музика в Радянському Союзі була в основному підпільним рухом. Записи гуртів із Заходу контрабандою ввозилися в країну, і існував суворий контроль за тим, хто міг виступати. Фільм «АССА» став символом стрімких культурних змін, що відбуваються в СРСР — змін, які почалися з нової політики Михайла Горбачова — гласності (відкритості) та перебудови (політичної та економічної перебудови). «АССА» був офіційним радянським фільмом, і це виражало офіційну радянську політику того часу. Фільм став культовою класикою в Радянському Союзі, і це підкреслює його важливість.
Фільм був прологом майбутньої трилогії («Чорна троянда — емблема печалі, червона троянда — емблема кохання», 1989; «Дім під зоряним небом», 1991) і початком течії колажної естетики, соцарту і стьобу в радянському кіно. Ці фільми разом з першою частиною (тобто з «АССА») сьогодні вважаються трилогією. Двадцять років потому, в 2009 році Соловйов зняв продовження фільму «2-АССА-2».

## Сюжет
Драматичний фільм розповідає про молоду дівчину, яка від нудьги пов'язує свою долю з великим бандитським авторитетом. Події фільму відбуваються взимку 1980 року у Ялті.
Молода медсестра Аліка (Тетяна Друбіч) знайомиться зі своїм пацієнтом Андрієм Валентиновичем Кримовим — цеховиком, кримінальним авторитетом і великим фінансовим шахраєм. Щоб вкрасти цінну скрипку до Ялти приїжджає старіючий мафіозі. Його супроводжує молода кохана Аліка. Очікуючи коханця в зимовій Ялті, вона на одну ніч знімає кімнату в будинку випадкового знайомого, молодого хлопця на прізвисько Бананан. Талановитий рок-музикант Бананан (Сергій «Африка» Бугаєв) закохується в Аліку.
Поступово Аліка захоплюється Банананом і все менше часу проводить із Кримовим, чим викликає у того ревнощі і роздратування. Бананан працює нічним сторожем у театрі і співає зі своїми друзями в одному з міських ресторанів. Про себе він говорить: «Я живу в заповідному світі моїх снів». Одночасно в самому театрі проходять гастролі артистів-ліліпутів. Один з них, Альберт, є давнім другом і колишнім спільником Кримова.
В той самий час за самим Кримовим пильно стежать бездарні працівники спецслужб (міліції та агенти КДБ). Але Аліка нічого про це не знає. В Ялті Кримов планує викрасти скрипку Гварнері. Саму операцію він доручає Альберту в оплату старого боргу. Альберт що не бажає повертатися до криміналу, здійснює самогубство, стрибнувши з теплохода. Його дружина Зоя тяжко переживає смерть чоловіка. Після її від'їзду Аліка знаходить в їхній кімнаті пістолет.
Один зі спільників передає Кримову знімок Аліки й Бананана, зроблений у фотокабіні, що сильно розлючує його. Зпочатку Кримов намагається залякати Бананана, ледь не втопивши його під час далекого запливу у море, а після намагається підкупити його, підлаштувавши йому великий виграш на іподромі і пропонує йому на пару тижнів виїхати з Ялти, поки він з Алікою не поїде, але Бананан відмовляється і підписує собі смертний вирок. Підручні Кримова викрадають і вбивають його, а тіло викидають у море. Кримов вмовляє Аліку поїхати з ним, але, отримавши відмову, повідомляє про вбивство Бананана. Вражена Аліка у стані афекту стріляє в спину Кримову з пістолета і вбиває його.
В епілозі фільму Негр Вітя, друг і одногрупник Бананана, приводить Віктора Цоя, співака «Кіно», на роботу в ресторан співаком. Віктор Цой в фільмі грає самого себе. Молодий співак приходить до ресторану, і йому зачитують усі правила офіційного виконавця. Замість того, щоб стояти й слухати, він оголошує, що він поет, виходить і приєднується до групи очікування. Не дочекавшись кінця нудного інструктажу про правила поведінки артиста естради, Цой виходить на сцену, і відстороненно і разом з тим рішуче співає пісню «Хочу перемен!». У міру розвитку пісні кадри змінюються, камера обертається, щоб побачити, як Віктор і гурт не в ресторані, а грають перед величезним натовпом захопленої молоді в театрі — перед Цоєм з'являється величезна аудиторія глядачів з вогниками в руках. Ця пам'ятна фінальна сцена фільму символізує звільнення російської музики від державних обмежень. Це був момент, який привів Віктора до масової аудиторії та зробив його «символом змін». Сцена про молодого музиканта, який повстає проти радянського апаратчика майже не пов'язана з сюжетом. Віктор Цой був не стільки проти влади в плюші, скільки оспівував особисту свободу. Контекст Радянського Союзу наприкінці 1980-х років, коли режим мав ось-ось впасти, лише посилив це повідомлення. Не дивно, що люди сприйняли її як пісню про політичні та соціальні зміни. Пісня «Хочу перемен!» міцно асоціювалася з соціальними змінами в Радянському Союзі часів «Перебудови і гласності» наприкінці 1980-х років. Інша експериментальна сцена показує, як одного з прихильників Кримова (Олександра Баширова) допитують про злочинну діяльність Кримова. Намагаючись уникнути інформаторства (або, на сленгу, «стукач»), Боширов прикидається божевільним і читає монолог про те, що його травмувала смерть Юрія Гагаріна.
Паралельно у фільмі присутня ще одна другорядна сюжетна лінія, що переносить на екран епізоди книги що читає Кримов — «Грань віків» радянського письменника та історика Натана Ейдельмана про останні дні життя і вбивство Павла I (12 (24) березня 1801 року), яку Кримов читає протягом усього фільму.
Фільм примітний багатьма експериментальними сценами, які лише віддалено пов'язані із сюжетом: сюрреалістичні сни Бананана, «виноски» з поясненням російського рок-сленгу та виконання повних російських рок-пісень гуртами «Акваріум», «Браво», «Союз композиторів», Юрієм Чернавським з (рос.)«Веселыми ребятами» та «Кіно». Борис Гребєнщиков з «Акваріума» написав інструментальний саундтрек до фільму, і він також згадується в діалогах фільму: Бананан каже Кримову, що Гребєнщиков «це Бог, який випромінює світло».

## Актори

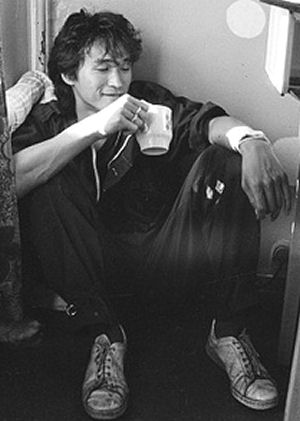
Це перший офіційно толерований фільм, в якому з'являються андерграундні артисти. У той час «Кіно» вже був популярним андеграундним гуртом, і це був їхній прорив до основної аудиторії.

Сергій «Африка» Бугаєв у ролі Бананана
Дмитро Шумілов — Вітя, друг Бананана
Світлана Тормахова — Марія Антонівна, мама Бананана
Тетяна Друбіч — Аліка
Станіслав Говорухін — Андрій Валентинович Кримов
Віктор Бешляга — Альберт Петрович
Аніта Жуковська — Зоя, дружина Альберта
Олександр Баширов — у ролі злодія Шуріка Бабакіна
Анатолій Сливніков — злочинець
Герман Шорр — злочинець Блейн
Ілля Іванов — злочинець Болл
Олександр Домогаров — Олександр I
Дмітрій Долінін — Павло I
тв інші.
У фільмі епізодичні ролі самих себе зіграли Віктор Цой, Юрій Каспарян, Сергій Риженко, Тимур Новіков, Андрій Крисанов і Георгій Гур'янов.

## Саундтреки
(рос.)«Здравствуй, мальчик Бананан» — Юрій Чернавський та Весьолє Ребята
(рос.)«Иду на ты» (Я йду до тебе) — Борис Гребенщиков і Акваріум
(рос.)«ВВС» (Повітряні сили) — Олександр Сініцин і гурт «Союз композиторів»
(рос.)«Мочалкин блюз» — Борис Гребенщиков і Акваріум
(рос.)«Плоскость» — Борис Гребенщиков і Акваріум
(рос.)«Старик Козлодоев» (Старий Козлодоєв) — Борис Гребенщиков і Акваріум
(рос.)«Город золотой» — Борис Гребенщиков і Акваріум
(рос.)«Чудесная страна» — Жанна Агузарова і Браво
Хочу змін — Віктор Цой і Кіно